# Aeroporto Internazionale di Los Angeles
L'Aeroporto internazionale di Los Angeles (IATA: LAX, ICAO: KLAX), in inglese Los Angeles International Airport, è il principale aeroporto di Los Angeles, in California, negli Stati Uniti d'America. Spesso ci si riferisce a questo impianto come LAX, il suo codice IATA. L'aeroporto è situato a sud-ovest di Los Angeles, nel quartiere di Westchester, a 26 km dal centro cittadino. Con i suoi 87 534 384 passeggeri nel 2018 è il quinto aeroporto più trafficato del mondo, il più importante punto di accesso agli Stati Uniti dal continente Oceanico e serve destinazioni in tutti i cinque continenti. L'aeroporto è l'hub per le compagnie aeree United Airlines, Alaska Airlines, American Airlines, Southwest Airlines e Delta Air Lines. L'aeroporto è anche una base della United States Coast Guard, che opera con tre elicotteri.
Nonostante sia il principale aeroporto di Los Angeles, la città, a causa della sua estensione, è servita da altri aeroporti internazionali.

## Posizione
L'aeroporto si trova a 26 km dal centro di Los Angeles e ricopre un'area di 3.500 acri, circa 14 km². Il complesso è uno dei più frequentati dai fotografi e curiosi del mondo dell'aviazione civile: dalle alture della Imperial Hill, e da altri punti di osservazione, è possibile vedere tutto il complesso aeroportuale.

## Storia

Lo schema dell'aeroporto.

Nel 1928 il Consiglio Comunale di Los Angeles selezionò un'area di 640 acri (2.6 km²) a Sud di Westchester come zona per la costruzione del nuovo aeroporto cittadino. I campi di grano e leguminose vennero convertiti in una striscia battuta, senza nessun terminal o edificio. La nuova aviosuperficie venne denominata Mines Field in onore di William W. Mines, l'agente immobiliare che si occupò della trattativa. La prima struttura, l'Hangar No. 1, fu eretta nel 1929.
Questo Mines Field venne dedicato e aperto come aeroporto ufficiale di Los Angeles nel 1930 e la città lo acquistò per farlo diventare l'aeroporto municipale nel 1937. Il nome venne cambiato in Los Angeles Airport (Aeroporto di Los Angeles) nel 1941 e assunse il nome attuale nel 1949. In precedenza l'aeroporto di Los Angeles era il Grand Central Airport a Glendale.
In questo periodo l'aeroporto era totalmente a Est di Sepulveda Boulevard, successivamente l'aeroporto cominciò ad espandersi verso Ovest fino a raggiungere l'Oceano Pacifico. Per ovviare alla presenza di una strada in mezzo a un aeroporto fu costruito un tunnel nel 1953 che corre sotto le piste, il primo di questo tipo.
Nel 1958 lo studio Pereira & Luckman fu incaricato di presentare un progetto per la completa riqualificazione dell'aeroporto in vista dell'"era dei Jet". Il progetto, redatto in cooperazione con gli architetti Welton Becket e Paul Williams, consisteva in una massiccia serie di aerostazioni e parcheggi, che dovevano essere costruiti nella zona centrale dell'aeroporto, e collegati da un'enorme cupola di vetro e ferro. Questo progetto non venne mai realizzato e poco dopo venne edificato il famoso Theme Building proprio sulla zona originariamente dedicata alla grande cupola centrale.
L'originale Theme Building, terminato nel 1961, rappresenta un disco volante atterrato sulle sue "quattro gambe". Nel 1997 vennero investiti 4 milioni di dollari per rinnovare il complesso: la miglioria principale fu un sistema di illuminazione progettato dalla Disney che colora l'edificio di varie sfumature e al centro venne completato un ristorante dal quale si gode la vista di tutto l'aeroporto. Dopo gli attentati dell'11 settembre 2001 la terrazza sul tetto è stata chiusa per motivi di sicurezza.

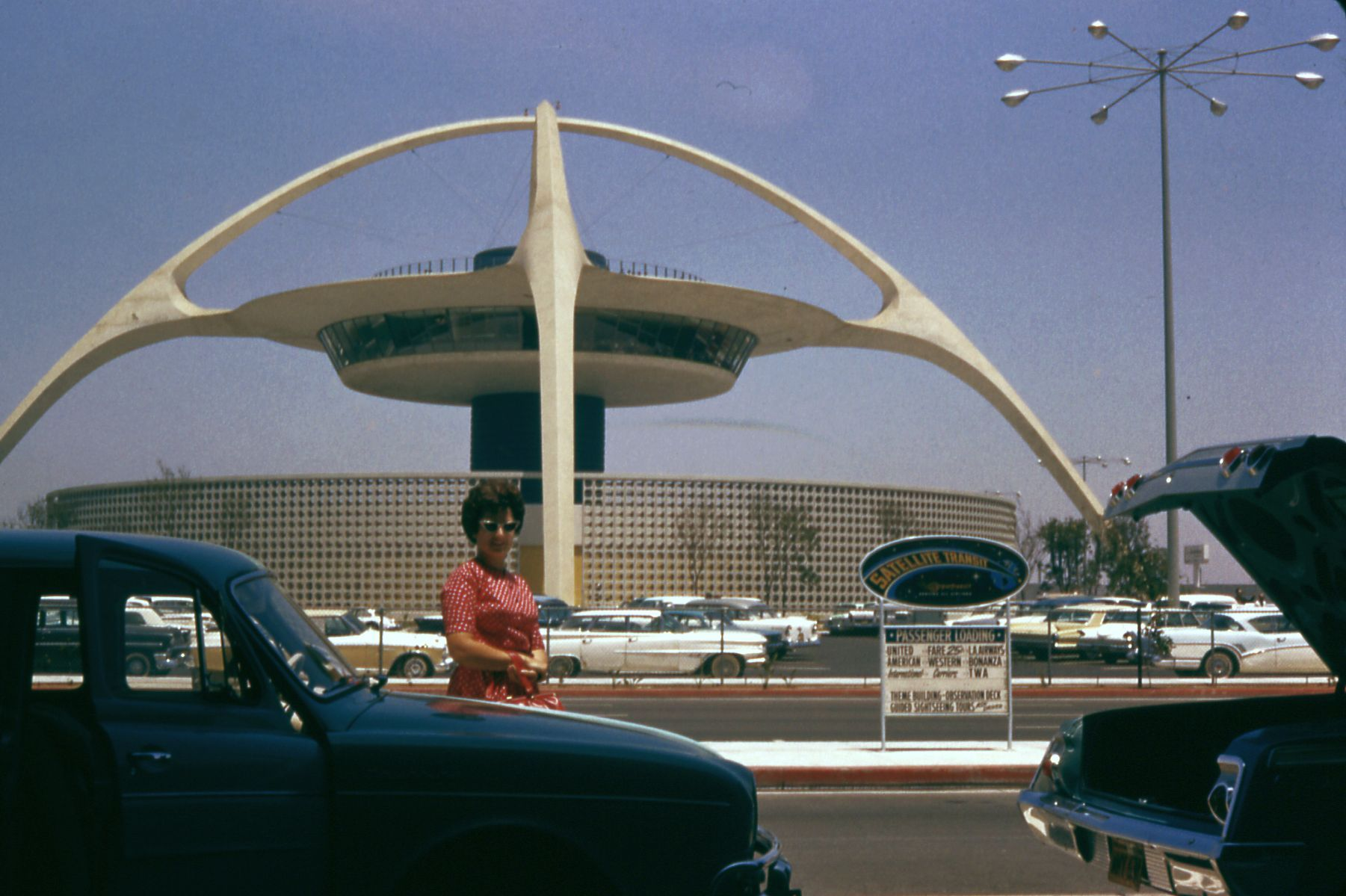
Il LAX Theme Building nel luglio 1962

Il primo servizio operato con Jets iniziò nel 1959 con un collegamento da e verso New York. Il primo aereo wide body arrivò nel 1970 quando la TWA inaugurò i collegamenti con New York operati con Boeing 747.
Nel 1981 si ebbero sostanziali rinnovamenti, con un investimento di 700 milioni di dollari, in vista delle Olimpiadi del 1984. Successivi rinnovamenti e migliorie si ebbero nel corso degli anni, tra le principali la costruzione del Terminal 2.
L'11 settembre 2001 sarebbe dovuto atterrare volo American Airlines 11, che, invece, fu dirottato da terroristi islamisti e si schiantò contro il World Trade Center di New York.
Il 19 marzo 2007 c'è stato primo atterraggio dell'Airbus Airbus A380 a Los Angeles: il primo atterraggio negli Stati Uniti per volontà dei cittadini.
Dal 31 marzo 2008 l'aeroporto è servito da nuove compagnie, tra le quali Alitalia.
Il 20 ottobre 2008 la Qantas ha iniziato i collegamenti settimanali verso Sydney e Melbourne operati con A380.

## Traffico e statistiche

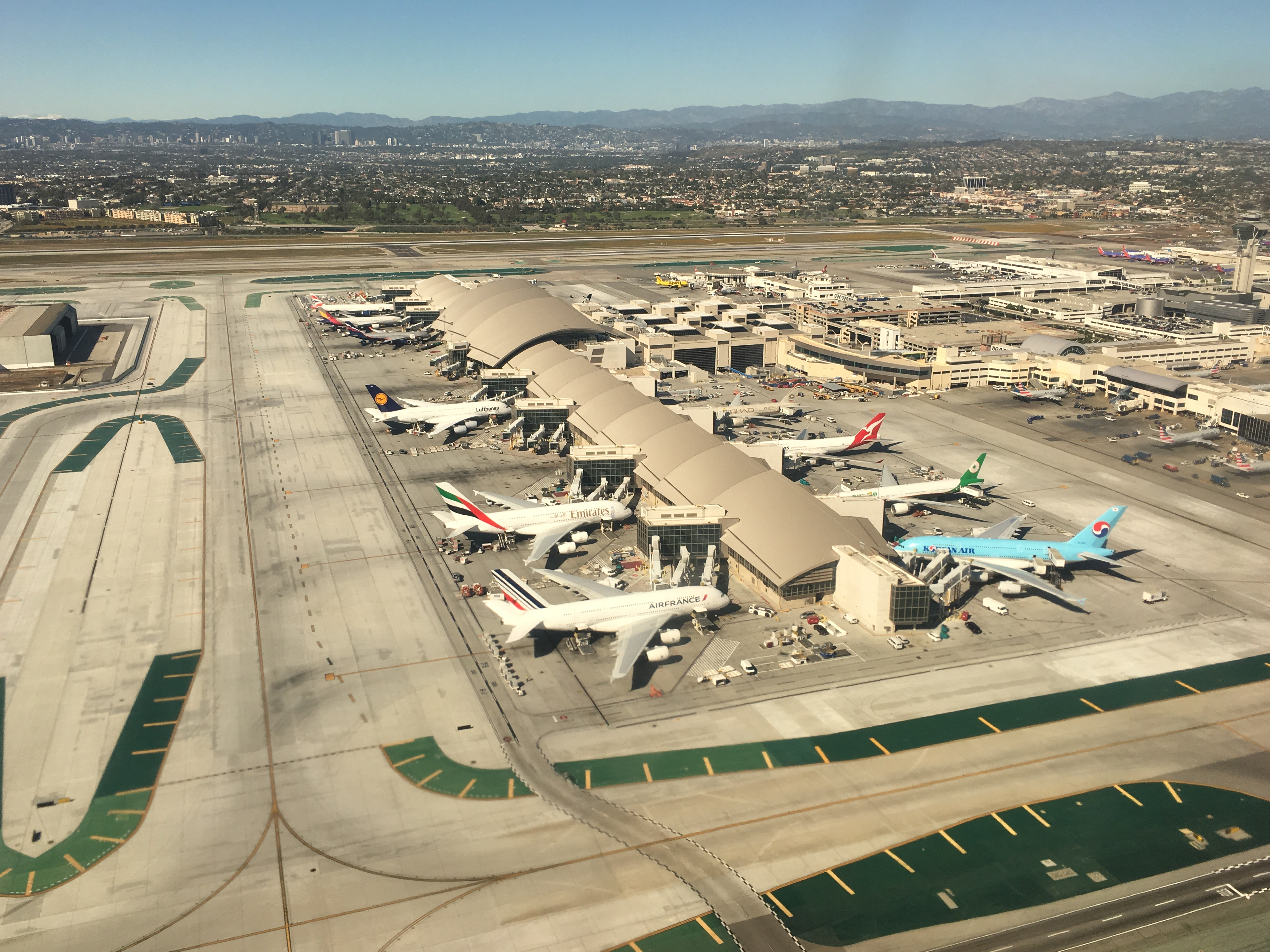
Vettori internazionali al terminal

È il quarto aeroporto più trafficato del mondo per traffico passeggeri e l'undicesimo per traffico merci, servono oltre 87 milioni di passeggeri e 2 milioni di tonnellate di merci nel 2018. È l'aeroporto più trafficato dello stato della California e il secondo aeroporto più trafficato per imbarchi passeggeri negli Stati Uniti. In termini di passeggeri internazionali, il secondo aeroporto più trafficato per traffico internazionale negli Stati Uniti, dietro al JFK di New York City. Il numero di movimenti di aeromobili (atterraggi e decolli) è stato di 700.362 nel 2017, il terzo per numero di aeroporti al mondo.

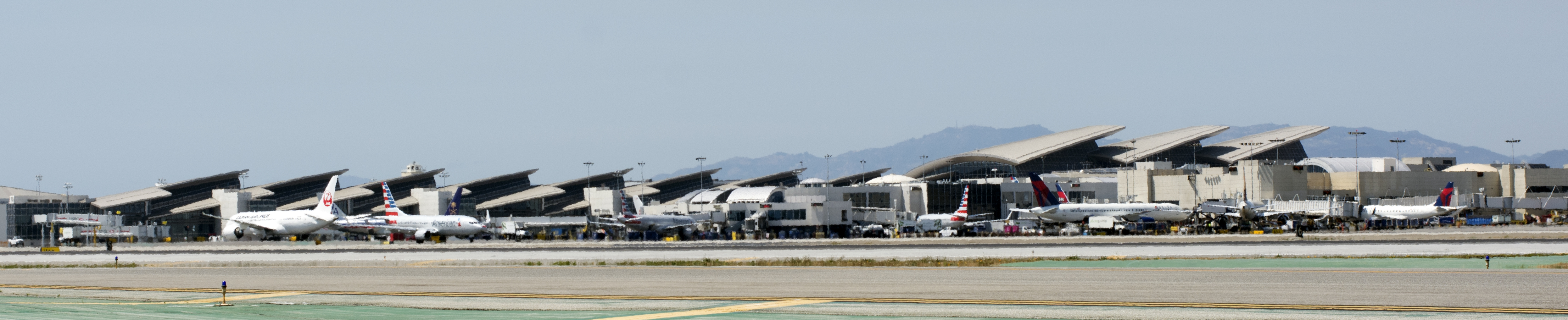
Terminal internazionale Tom Bradley

Questo grafico non è disponibile a causa di un problema tecnico.
Si prega di non rimuoverlo.
Vedi la query Wikidata di origine.
| Anno | Passeggeri | Movimenti di aeromobili | Trasporto (tonnellate) |
| ---- | ---------- | ----------------------- | ---------------------- |
| 1994 | 51,050,275 | 689,888                 | 1,516,567              |
| 1995 | 53,909,223 | 732,639                 | 1,567,248              |
| 1996 | 57,974,559 | 763,866                 | 1,696,663              |
| 1997 | 60,142,588 | 781,492                 | 1,852,487              |
| 1998 | 61,215,712 | 773,569                 | 1,787,400              |
| 1999 | 64,279,571 | 779,150                 | 1,884,526              |
| 2000 | 67,303,182 | 783,433                 | 2,002,614              |
| 2001 | 61,606,204 | 738,433                 | 1,779,065              |
| 2002 | 56,223,843 | 645,424                 | 1,869,932              |
| 2003 | 54,982,838 | 622,378                 | 1,924,883              |
| 2004 | 60,704,568 | 655,097                 | 2,022,911              |
| 2005 | 61,489,398 | 650,629                 | 2,048,817              |
| 2006 | 61,041,066 | 656,842                 | 2,022,687              |
| 2007 | 62,438,583 | 680,954                 | 2,010,820              |
| 2008 | 59,815,646 | 622,506                 | 1,723,038              |
| 2009 | 56,520,843 | 544,833                 | 1,599,782              |
| 2010 | 59,069,409 | 575,835                 | 1,852,791              |
| 2011 | 61,862,052 | 603,912                 | 1,789,204              |
| 2012 | 63,688,121 | 605,480                 | 1,867,155              |
| 2013 | 66,667,619 | 614,917                 | 1,848,764              |
| 2014 | 70,662,212 | 636,706                 | 1,921,302              |
| 2015 | 74,936,256 | 655,564                 | 2,047,197              |
| 2016 | 80,921,527 | 697,138                 | 2,105,941              |
| 2017 | 84,557,968 | 700,362                 | 2,279,878              |
| 2018 | 87,534,384 | 707,833                 | 2,338,642              |
| 2019 | 88,068,013 | 691,257                 | 2,182,711              |

### Principali destinazioni nazionali
| Posizione | Aeroporto                 | Passeggeri |
| --------- | ------------------------- | ---------- |
| 1         | Dallas, Texas             | 765,000    |
| 2         | New York, New York        | 764,000    |
| 3         | Las Vegas, Nevada         | 737,000    |
| 4         | San Francisco, California | 722,000    |
| 5         | Chicago, Illinois         | 719,000    |
| 6         | Denver, Colorado          | 638,000    |
| 7         | Atlanta, Georgia          | 593,000    |
| 8         | Seattle, Washington       | 571,000    |
| 9         | Honolulu, Hawaii          | 480,000    |
| 10        | Phoenix, Arizona          | 473,000    |

### Principali destinazioni internazionali
| Posizione | Aeroporto         | Passeggeri |
| --------- | ----------------- | ---------- |
| 1         | Londra            | 1,626,448  |
| 2         | Città del Messico | 1,205,870  |
| 3         | Seoul             | 1,184,160  |
| 4         | Hong Kong         | 1,094,555  |
| 5         | Guadalajara       | 976,159    |
| 6         | Vancouver         | 936,745    |
| 7         | Sydney            | 922,575    |
| 8         | Toronto           | 881,952    |
| 9         | Tokyo             | 868,925    |
| 10        | Parigi            | 861,792    |

## Terminal

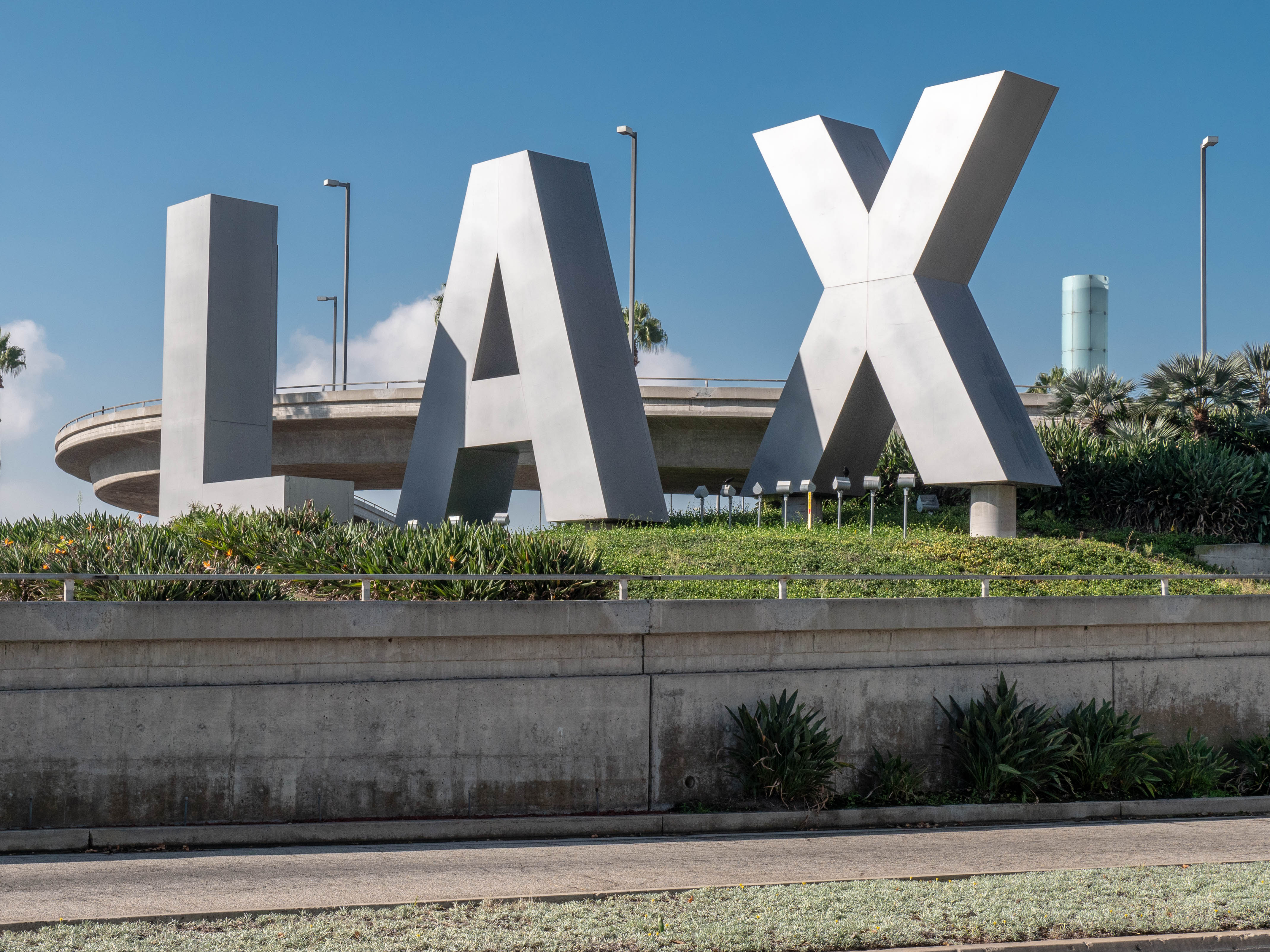
L'iconica insegna LAX all'ingresso dell'aeroporto

L'aeroporto di Los Angeles tratta più "passeggeri diretti", ovvero non facenti scalo a Los Angeles, di ogni altro aeroporto nel mondo. Si tratta del quinto aeroporto mondiale per traffico passeggeri e dell'undicesimo per traffico merci in quanto ha gestito più di 60 milioni di passeggeri e più di due milioni di tonnellate di merci nel 2006. È l'aeroporto più trafficato della California e il terzo per volume di passeggeri negli Stati Uniti. In termini di passeggeri internazionali, Los Angeles è il secondo più trafficato degli USA, dopo l'Aeroporto Internazionale di Chicago-O'Hare, e il 26º mondialmente. L'aeroporto LAX serve 87 destinazioni nazionali e 69 internazionali in America del Nord, America Latina, Europa, Medio Oriente, Asia e Oceania. I vettori principali sono United Airlines con il 24,6% del traffico, 210 partenze giornaliere e 61 destinazioni, American Airlines, con il 20,07%, 126 partenze e 34 destinazioni, e Southwest Airlines con il 16,55% e 105 partenze. Su scala minore Delta Air Lines, con il 9,97%, e Alaska Airlines con il 4,7%. La Qantas effettua più voli di ogni altra compagnia non statunitense.
L'aeroporto è dotato di nove terminals sistemati a "U" e sono collegati esternamente attraverso del bus-navetta. Inoltre ci sono 186 000 m² di superficie dedicata ai servizi cargo.

### Terminal 1
Il Terminal 1, costruito nel 1984, conta 15 gate, più di ogni altro terminal.

### Terminal 2
Il Terminal 2 ha 11 gate, è stato costruito nel 1962 ed è il primo terminal internazionale.
Demolito e completamente riedificato nel 1984, è uno dei tre terminal che ha un CBP (Customs and Border Protection; in inglese: Protezione delle Dogane e dei Confini), ovvero quelle strutture necessarie per i controlli di sicurezza sui passeggeri stranieri in arrivo. Grazie a queste dotazioni il terminal è in grado di fornire un'alternativa al congestionato Tom Bradley International Terminal (TBIT).

### Terminal 3

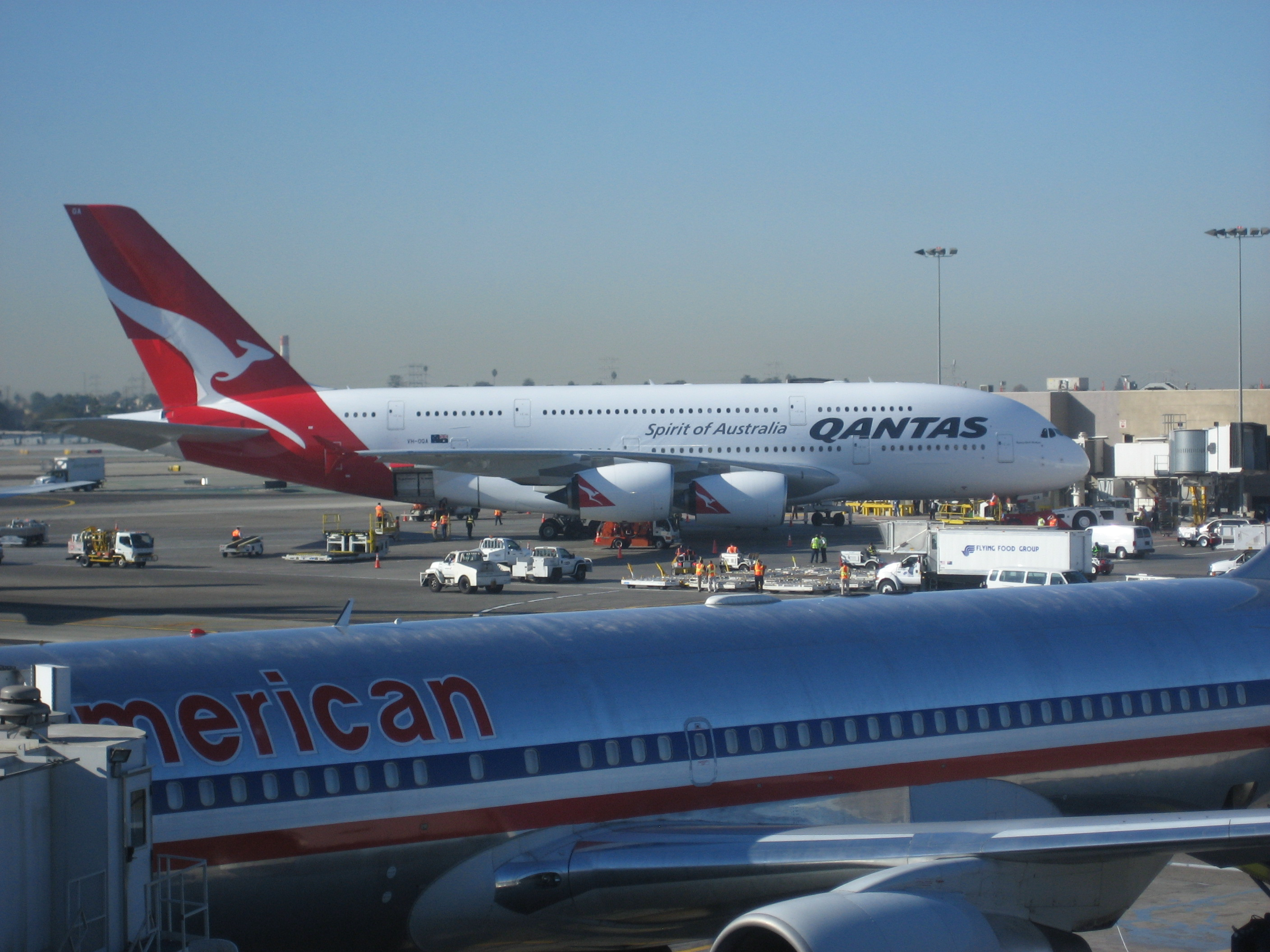
Un'Airbus A380 della Qantas a Los Angeles.

Il Terminal 3, con 13 gates, aprì nel 1961 come terminal per la TWA.

### Terminal 4
Il Terminal 4 ha 14 gates ed è stato terminato nel 1961. Il gate 44 è in realtà un servizio autobus verso un terminal satellite dell'American Eagle posizionato 500 m a Ovest del Terminal 4. Nel 2001 sono stati spesi 400 milioni di dollari per migliorie estetiche e funzionali al terminal.

### Terminal 5
Il Terminal 5 ha 14 gate e sin dalla sua apertura nel 1962 è stata la sede della Western Airlines. Dopo la fusione del 1º aprile 1987 con Delta Air Lines il Terminal 5 venne esteso e rimodellato e fu soprannominato Delta's Oasis at LAX (l'Oasi della Delta a LAX). Molte delle uscite sono temporaneamente inutilizzate.

### Terminal 6

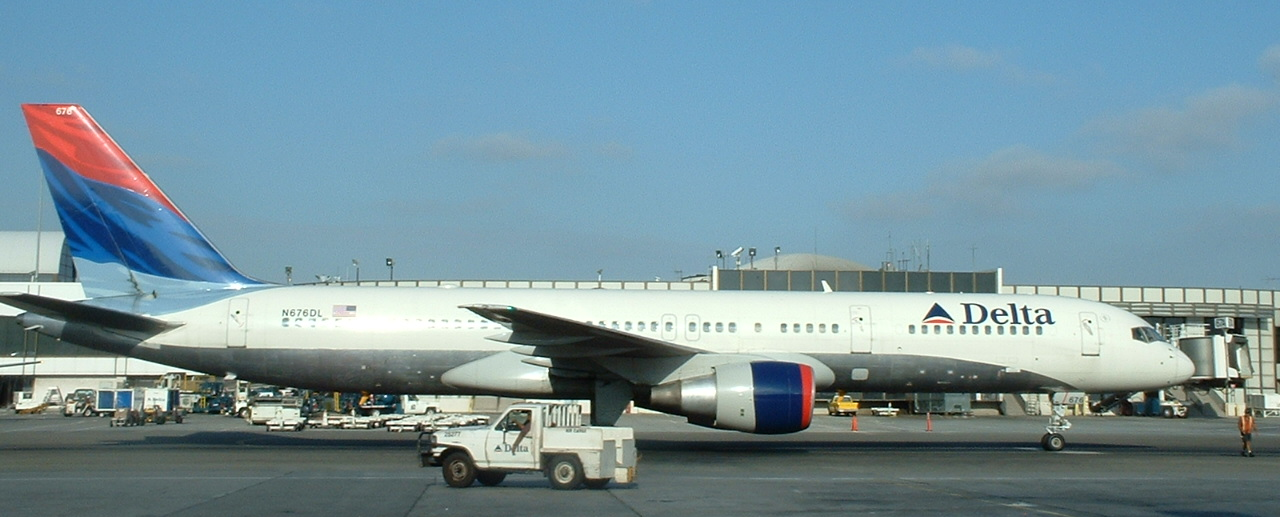
Un Boeing 757-200 della Delta a Los Angeles nell'Agosto 2003.

Il Terminal 6 ha 14 gates ed il suo aspetto è cambiato dall'apertura nel 1961. Nel 1979 sono state aggiunte nuove uscite e l'edificio principale è stato esteso. Quattro uscite hanno due manicotti d'imbarco e sono quindi in grado di accogliere grandi aerei.

### Terminal 7
Il Terminal 7 ha 11 gates ed è stato aperto nel 1962. Cinque di questi gates hanno due manicotti d'imbarco e sono quindi in grado di accogliere grandi aerei. Questo terminal è la sede operativa di United Airlines, che considera l'aeroporto un hub maggiore. Di recente il terminal è stato rinnovato e possiede una Sala Red Carpet e un'International First Class Lounge.

### Terminal 8

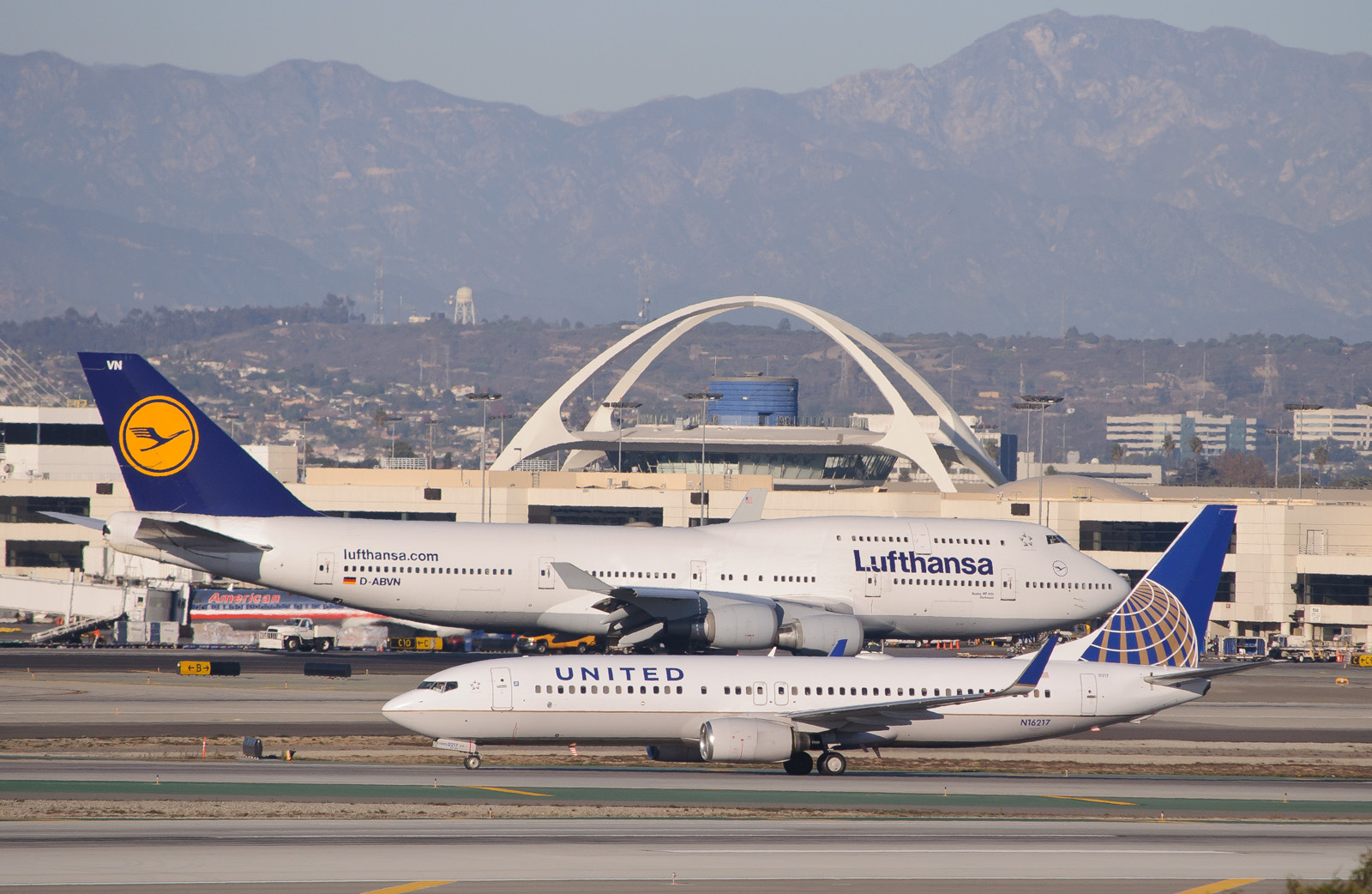
Un 737-800 United e un 747-400 Lufthansa in fase di rullaggio

Il Terminal 8 ha nove gates ed è stato aperto nel 1988. Progettato per aerei di piccole dimensioni, è stato sede della Shuttle by United fino al 2002, quando la United decise di spostare tutti i voli non operati dalla United Express ai Terminals 6 e 7. La United Express è un divisione regionale della United che opera voli di solito più corti di due ore ed ha la copertura di voli più estensiva all'interno della California di ogni altra compagnia.

### Tom Bradley International Terminal (TBIT)
Il Tom Bradley International Terminal (in inglese: Terminal internazionale Tom Bradley) è composto da 12 gates, sei nella zona Nord e sei in quella Sud. In più ci sono nove gates satelliti per i voli internazionali posizionate a Ovest dell'aeroporto. I passeggeri possono raggiungerla attraverso dei collegamenti in autobus.
Il TBIT è stato aperto per le Olimpiadi di Los Angeles '84 e deve il suo nome al primo sindaco afro-americano della città, che è anche quello dalla carriera più longeva, Tom Bradley. Il Terminal si trova tra i Terminal 3 e 4. Il TBIT è servito da 34 compagnie aeree e ogni anno transitano 10 milioni di passeggeri.
Nel Terminal sono stati svolti dei lavori, terminati nel 2010, per migliorare e modernizzare la struttura, specialmente il controllo bagagli.

## Stazione aerea della Guardia Costiera di Los Angeles

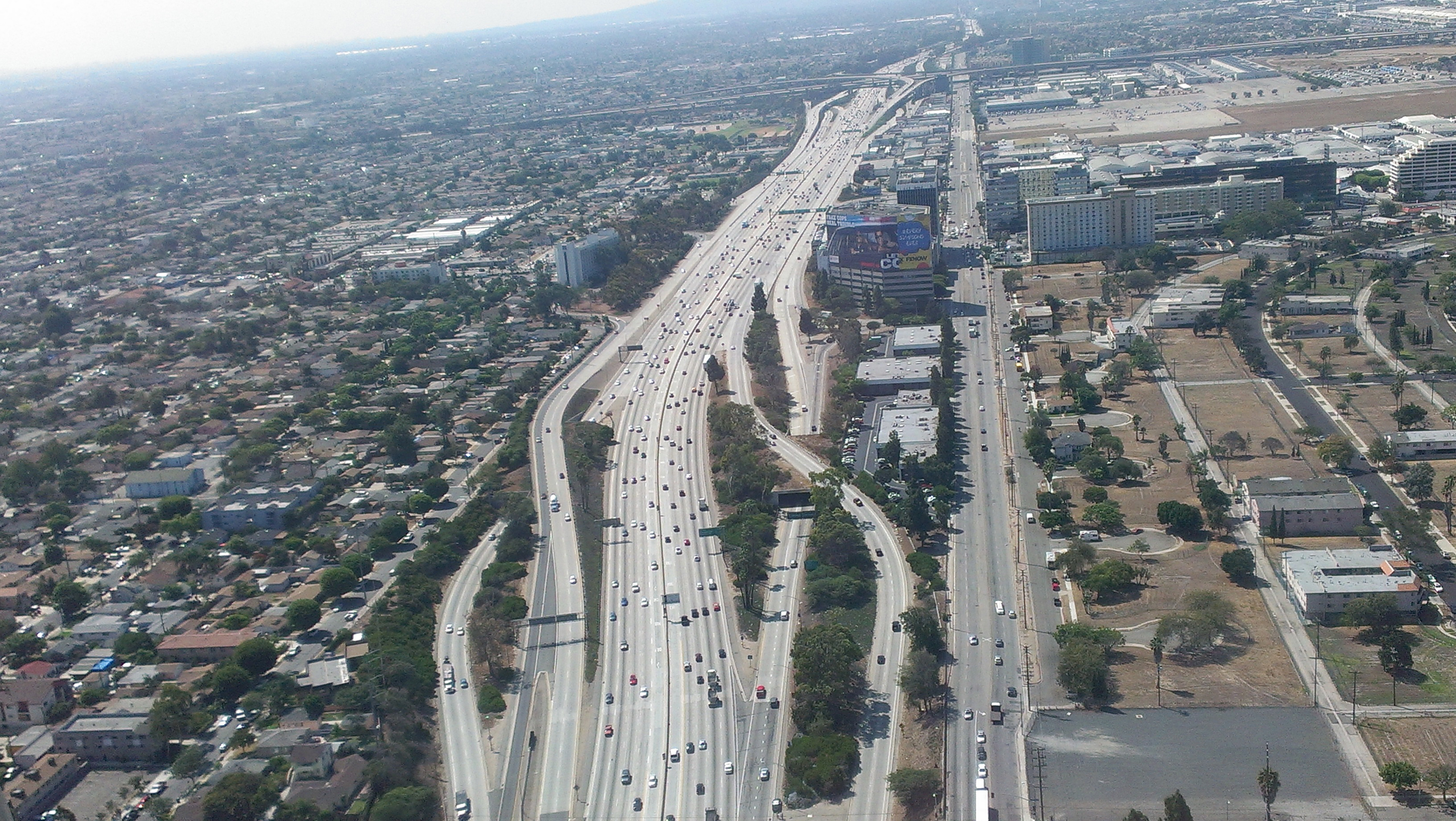
L'autostrada 405 vicino a LAX

L'aeroporto fungeva anche da struttura civile-militare congiunta, fornendo una base per la Guardia Costiera degli Stati Uniti e la sua struttura della stazione aerea della Guardia Costiera di Los Angeles, operando quattro elicotteri HH-65 Dolphin, che copre le operazioni della Guardia Costiera in varie località della California meridionale, compresa l'isola Catalina. Le missioni includono ricerca e soccorso (SAR), forze dell'ordine, aiuti al supporto alla navigazione (come il funzionamento dei fari) e varie operazioni militari. Inoltre, gli elicotteri della Guardia Costiera assegnati alla stazione di volo si schierano ai cutter.
La stazione di volo è stata trasferita il 18 maggio 2016 da LAX per accogliere i miglioramenti pianificati per il centrocampo di LAX, incluso il terminal Midfield Satellite Concourse North (MSC North). L'aerostazione si è spostata nella Naval Air Station Point Mugu della Marina degli Stati Uniti, parte della Naval Base Ventura County (NBVC) a Point Mugu.

## Centro didattico sul percorso di volo e museo

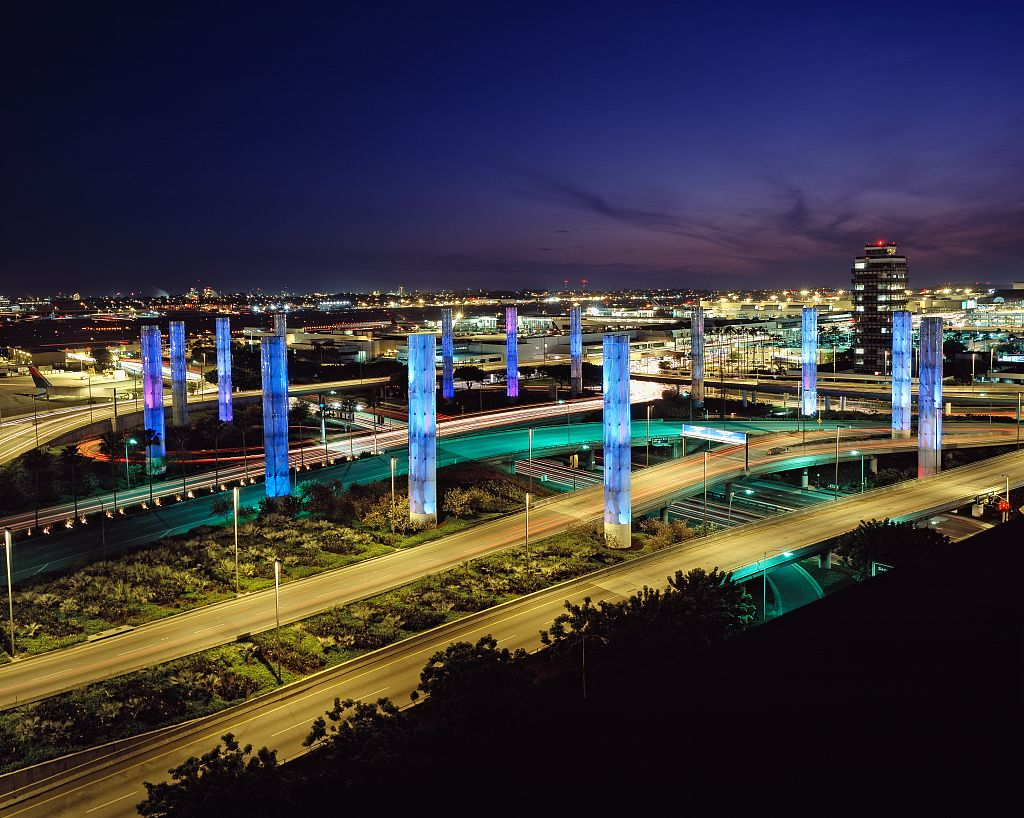
Le torri faro, installate per la prima volta in preparazione della Convenzione Nazionale Democratica del 2000, cambiano colore durante la notte.

Il Flight Path Learning Center è un museo situato in 6661 Imperial Highway ed era precedentemente noto come "West Imperial Terminal". Questo edificio ospitava alcuni voli charter (ad esempio Condor Airlines, Martinair Holland, World Airways) e voli di linea regolari di MGM Grand Air. È rimasto vuoto per 10 anni fino a quando non è stato riaperto come centro di apprendimento per LAX.
Il centro contiene informazioni sulla storia dell'aviazione, diverse immagini dell'aeroporto, nonché modelli in scala di aeromobili, uniformi degli assistenti di volo e cimeli generali delle compagnie aeree come carte da gioco, porcellane, riviste, cartelli e persino un cartello informativo TWA. Il museo offre anche gite scolastiche, visite della comunità e un programma di oratori.
La biblioteca del museo contiene una vasta collezione di oggetti rari come riviste di società produttrici di aeromobili, manuali tecnici per aeromobili sia militari che civili, riviste di settore risalenti alla seconda guerra mondiale e prima, fotografie storiche e altri riferimenti inestimabili sul funzionamento e la produzione di aeromobili.
Il museo ha in mostra "The Spirit of Seventy-Six", che è un DC-3. Dopo essere stato in servizio di una compagnia aerea commerciale, l'aereo è servito come aereo aziendale per la Union Oil Company per 32 anni. L'aereo fu costruito nello stabilimento Douglas Aircraft Company di Santa Monica nel gennaio 1941, che era un importante produttore di aerei sia commerciali che militari.
Il museo afferma di essere "l'unico museo dell'aviazione e centro di ricerca situato in un grande aeroporto e l'unica struttura con un'enfasi primaria sui contributi dell'aviazione civile alla storia e allo sviluppo della California meridionale". Ci sono altri musei negli aeroporti principali, tuttavia, tra cui l'Udvar-Hazy Center del National Air and Space Museum adiacente all'aeroporto di Washington Dulles, il Royal Thai Air Force Museum presso l'aeroporto Don Mueang e il Finnish Aviation Museum all'aeroporto di Helsinki-Vantaa.

## La sparatoria del 2013
Il 1º novembre 2013 un ragazzo di 23 anni, Paul Anthony Ciancia, apre il fuoco nel Terminal 3 uccidendo un agente della sicurezza e ferendo 7 persone. Tutti i passeggeri sono stati fatti evacuare uscendo sulla pista. L'aeroporto è stato chiuso e tutti i voli sono stati sospesi. Nel novembre 2016 Ciancia è stato condannato all'ergastolo e sta scontando la pena nel penitenziario di Allenwood.